# 箱庭諸島
箱庭諸島（はこにわしょとう）は、島を開発するシミュレーションゲーム。ブラウザ上で動作するCGIゲームである。1997年、徳岡宏樹が開発しコピーレフトで配布され、改造・再配布が可能であることが人気を集め、多数のバージョンが開発された。しかし、現在では本家のスクリプト配布元が閉鎖されているため、一部の再配布サイトからしか入手できない。

## 概要
1990年代のCGIゲーム流行時の代表的作品であり、CGIゲームの中では古くからある人気のゲームの代表として認知されていた。徳岡正肇はトラビアン以前に日本に存在したブラウザゲームとして、規模が小さいながらも箱庭諸島が存在していたことに言及している。
プレイヤーが一島ずつを管理・開発していく開発シミュレーションゲームである。勝敗を決するゴールは存在せず（各島の評価としては人口などの順位のみが存在する）、島の発展を観賞することが主となる。土地を開発し島の人口を増やすことがゲームの中心であるが、ゲーム内では外交や戦争も繰り広げられる。
時間経過によるターン制で進行していき（デフォルトでは6時間で1ターン）、基本的に各ターンに1回だけ行動できる。行動は20ターン先まであらかじめ登録しておくことが可能である。なお、資金繰り以外の開発行動が長期間登録されない場合、自動的に島は放棄される。
箱庭諸島はサーバーに高負荷がかかるため、ホスティングサービスによっては設置を禁止していることがあった。
2001年にはタイトーとSo-netが箱庭諸島を改良した商用ゲームとして「みんなのあいらんど」を開設した。タイトーはこれが最初のインターネットゲーム参入であった。また、2014年にはKAZUTERU YOKOIというパブリッシャーからiOS移植版がリリースされている。
4Gamer.netは、戦略的要素が多く、パッケージ製品に引けを取らないと評している。

## システム

### 地形
地形には平地・海・浅瀬・荒地・森・山が存在する。山を除いた地形は、以下のコマンドで変更することができる。
- 整地 - 荒地を平地に変える。その他、各種施設を取り壊すこともできる[9]。
- 地ならし - ターン経過が不要な「整地」[11]。地震の発生確率に影響する（後述）[9]。
- 埋め立て - 海を浅瀬に、浅瀬を荒地に変える[11]。
- 掘削 - 山を荒地に、平地・荒地・森を浅瀬に、浅瀬を海に変える[11]。海を掘削した場合、稀に海底油田が見つかることもある[11]。
- 伐採 - 森を平地に変える[9]。その際に木材を売却した資金を得る[9]。
- 植林 - 平地を森に変える[9]。

「平地」は最も基本的な地形で、各種コマンドで施設を建造できるほか、周囲に集落があると村が発生する。「森」は火災や台風（後述）を抑制する効果もある。また、「海」と「山」には専用の施設が存在する。
また、整地を実行すると1%の確率で埋蔵金を発見することがある。

### 人口と職場
ゲーム開始直後からいくつかの村が存在しており、自動的に人口が増えていく。人口が増えるに従って村・町・都市と名称とグラフィックを変え、隣接したヘックスが平地であれば自動的に居住域が広がっていく。都市以上では自動的に人口は増えず、開発コマンド「誘致活動」を行うか、他の島にミサイルを撃つことで発生する難民を受け入れる（後述）ことで人口が増加する。
島の住民は農場・工場・採掘場で働いて、食料や資金を生み出す。それぞれ開発コマンド「農場整備」「工場建設」「採掘場整備」を実行すると建設できるが、農場と工場は平地、採掘場は山にのみ建設できる。食料が不足していると人口が減少すると同時に施設が破壊されることがある。

### ミサイル基地と防衛施設
それぞれ開発コマンド「ミサイル基地建設」「防衛施設建設」で、平地に設置することができる。海にのみ建設できる海底基地（コマンド「海底基地建設」）もミサイル基地と同様の効果がある。
「ミサイル基地」「海底基地」が島のどこかにあれば、コマンド「ミサイル発射」でターゲットの島と着弾目標のマスを指定して発射することができる。ミサイル基地と海底基地の数、および各基地のレベルに応じて発射できるミサイルの最大数が増加し、発射可能な最大数に達するまで同ターン内に何度でも実行可能。怪獣（後述）に命中した場合は命中した数だけ体力を減少させ、施設に命中した場合は荒地に変え、他島の都市などに命中した場合はなぜか人口の半分が難民として自島に流れ着く。以下はミサイルの種類。
- ミサイル - 通常のミサイル。着弾目標から誤差最大2ヘックス[9]。
- PPミサイル - ピンポイントミサイルの略称。着弾目標から1ヘックス以内に着弾する誤差の小さいミサイル[9]。
- STミサイル - ステルスミサイルの略称。ログにどの島が発射したかが表示されないミサイル[9]。誤差は通常のミサイルと同様2ヘックス。
- 陸地破壊弾 - 着弾したヘックスが浅瀬（浅瀬の場合は海）に変わる[11]。誤差は通常のミサイルと同様2ヘックス。

「防衛施設」が島にあると、周囲2ヘックス以内に着弾したミサイルが無効化される。ただし、ミサイルが防衛施設に直撃する場合は無効化されない。防衛施設に再度開発コマンド「防衛施設建設」を行うと自爆させることができ、ミサイルで攻撃できない防衛施設の周囲2ヘックス以内の怪獣を倒すことができる。
なお、その島を管理するプレイヤー以外が島を見た場合、ミサイル基地は森、海底基地は海にしか見えない。防衛施設は他のプレイヤーにも見えるが、見た目が同じハリボテを設置することもできる（コマンド「ハリボテ設置」）。

### 怪獣
10万人以上の人口を有する島に出現する可能性がある、進路にある施設を荒地に変える存在。島の面積によって出現率が増え、人口によってバリエーションが増える。開発コマンドで他島に派遣することが可能な怪獣も存在する。移動する場合は基本的に1ターンあたり1ヘックス。陸地破壊弾を除くミサイルで怪獣を倒すと、ミサイル基地に経験値が入る。
- いのら - 緑色でゴジラのような姿。最も基本的な怪獣である[11]。
- サンジラ - 赤いモスラの幼虫のような姿。奇数ターンはミサイル攻撃を無効化[11]。
- レッドいのら - 名前はレッドだが、色は紫に近い。通常のいのらよりも体力が向上している[11]。
- ダークいのら - 紺色のいのら。1ターンに2ヘックス移動することがある[11]。
- いのらゴースト - お化けのような姿。体力は1しかないが、1度に移動するヘックス数が不定[11]。
- クジラ - 緑色のサンジラ。偶数ターンはミサイル攻撃を無効化[11]。
- キングいのら - 黄色のいのら。通常のいのらよりも体力が大幅に向上している[11]。
- メカいのら - 人造怪獣であり、いのらとは大きく外観も異なる。コマンド「怪獣派遣」を実行することにより登場[11]。

### 災害
特に記載のない限り、被害に遭ったヘックスは荒地となる。発生確率についても記載がなければ一定確率。
火災
森に隣接していない都市や工場などが対象となり、1ターンごとに1%の確率で発生する。森以外に「記念碑」でも発生が抑制される。
台風
1ターンごとに2%の確率で発生する。農場などが平地になる。発生自体は抑制できないが、隣接する森の数が多いほど被害に遭う確率が低下する。
津波
浅瀬を含む海に面した土地が被害に遭う。発生自体は1ターン1.5%だが、被害に遭う確率は面する海の数に比例する。
噴火
1ターンごとに1%の確率でマップ内のいずれかのヘックスにランダムで発生。発生を防ぐ方法はなく、被害を食い止めることも出来ない。中心地は山となり、隣接するヘックスは海なら浅瀬に、それ以外は荒地になる。
隕石
1ターンごとに1.5%（通常の隕石）/0.5%（巨大隕石）の確率でマップ内のいずれかのヘックスにランダムで発生。通常の隕石が一度発生すると、50%の確率で連続して発生する。中心地は海になり、巨大隕石の場合は隣接2ヘックスまで浅瀬・荒地になる。
地震
1ターンごとに0.5%の確率で発生する。マップ中の都市や工場などがそれぞれ25%の確率で荒地になる。コマンド「地ならし」を実行するたびに発生確率が0.5%上昇する。
地盤沈下
発生時点で海に面している全ての陸地が浅瀬となる。一定以上の広さを持つ島に発生。